# Boz Scaggs & Band
Boz Scaggs & Band is het vierde muziekalbum van de Amerikaanse zanger en gitarist Boz Scaggs. Het is zijn tweede album voor Columbia Records. Hij wordt begeleid door een aantal studiomusici, maar ook door zangeres Rita Coolidge. In de band zitten ook twee leden van de band van Santana. Het album is opgenomen in Londen, Olympic Sound Studios, behalve Here to stay in New York, CBS Studios. Het album was al eerder via Columbia Records op cd geperst, maar volgt opnieuw in 2008, dan samen met het niet eerder op cd verschenen Moments bij retroplatenlabel BGO Records. Het album zou eigenlijk Silk Degrees heten, maar die bewaarde hij voor later. Als het album uitkomt is de band al uit elkaar, alleen Joachim Jymm Young blijft over.

## Musici
- Boz Scaggs – gitaar, zang
- David Brown – basgitaar
- Eddie Lee Charlton – slagwerk
- Chepito Areas – conga, timbales (Santana)
- Mike Carabello – percussie, conga, timbales (Santana)
- Lee Charleton – geluidseffecten
- Rita Coolidge – achtergrondzang
- Dorothy Morrison – achtergrondzang
- Mel Martin – saxofoon
- Pat O’Hara – trombone
- Tom Poole – trompet, flugelhoorn
- George Rains – slagwerk
- Doug Simril – gitaar, piano
- Joachim Jymm Young – orgel, piano, keyboards, vibrafoon

## Composities
1. "Monkey Time" (Boz Scaggs/ Clive Arrowsmith)
2. "Runnin' Blue" (Boz Scaggs / Patrick O'Hara)
3. "Up To You" (Boz Scaggs / Clive Arrowsmith)
4. "Love Anyway" (Boz Scaggs)
5. "Flames Of Love" (Boz Scaggs / Clive Arrowsmith)
6. "Here To Stay" (Boz Scaggs) (*)
7. "Nothing Will Take Your Place" (Boz Scaggs)(*)
8. "Why Why" (Boz Scaggs / T. David)
9. "You're So Good" (Boz Scaggs)